# Lã Nham Tùng
Lã Nham Tùng (hoặc Lữ Nham Tùng, tiếng Trung giản thể: 吕岩松, bính âm Hán ngữ: Lǚ Yán Sōng, sinh tháng 1 năm 1967, người Hán) là nhà báo, chính trị gia nước Cộng hòa Nhân dân Trung Hoa. Ông hiện là Phó Bí thư Đảng tổ, Tổng biên tập Tân Hoa Xã. Ông từng là Phó Bộ trưởng Bộ Tuyên truyền Trung ương Đảng Cộng sản Trung Quốc; Thường vụ Tỉnh ủy, Bộ trưởng Bộ Tuyên truyền Tỉnh ủy Sơn Tây; Phó Tổng biên tập Nhân Dân nhật báo.
Lã Nham Tùng là đảng viên Đảng Cộng sản Trung Quốc, học vị Cử nhân ngôn ngữ Nga. Ông có sự nghiệp báo chí nổi tiếng hơn 30 năm ở Nhân Dân nhật báo, có 10 năm là phóng viên thường trú, phóng viên chiến trường ở khu vực châu Âu như Liên Xô, Nga, Nam Tư, trải qua nhiều sự kiện chiến tranh lớn trước khi trở về nước và tham gia lãnh đạo thông tấn Trung Quốc.

## Xuất thân và giáo dục
Lã Nham Tùng sinh tháng 1 năm 1967 tại huyện Phú Dụ, nay thuộc địa cấp thị Tề Tề Cáp Nhĩ, tỉnh Hắc Long Giang, Cộng hòa Nhân dân Trung Hoa. Ông lớn lên và tốt nghiệp cao trung ở Phú Dụ, thi đỗ Đại học Bắc Kinh và tới thủ đô nhập học Khoa Vật lý kỹ thuật vào tháng 9 năm 1984, sau một năm thì ông chuyển sang Khoa tiếng Nga, tốt nghiệp Cử nhân ngôn ngữ Nga vào tháng 7 năm 1989. Ông được kết nạp Đảng Cộng sản Trung Quốc vào tháng 5 năm 1995, từng tham gia khóa bồi dưỡng nhất ban cán bộ trung, thanh niên từ tháng 9 năm 2010 đến tháng 1 năm 2011 tại Trường Đảng Trung ương Đảng Cộng sản Trung Quốc.

## Sự nghiệp

### Phóng viên

#### Liên Xô – Nga
Tháng 7 năm 1989, sau khi tốt nghiệp Bắc Đại, Lã Nham Tùng được nhận vào làm ở Nhân Dân nhật báo, bắt đầu sự nghiệp của mình với vị trí Trợ lý Biên tập của Bộ Quốc tế thuộc cơ quan này. Năm 1991, với chuyên ngành tiếng Nga, ông được điều sang Liên Xô làm phóng viên thường trú ở đây. Vào thời điểm này, ông trải qua giai đoạn đảo chính Xô viết 1991, Liên Xô tan rã, chứng kiến cũng như viết tin, bài trực tiếp giai đoạn Liên Xô chuyển đổi thành Nga, tham gia cuộc phỏng vấn độc quyền với tân Tổng thống Nga Boris Nikolayevich Yeltsin. Hai năm sau, ông trở về Trung Quốc và là biên tập viên của Bộ Quốc tế thuộc Nhân Dân nhật báo.

#### Phóng viên Nam Tư

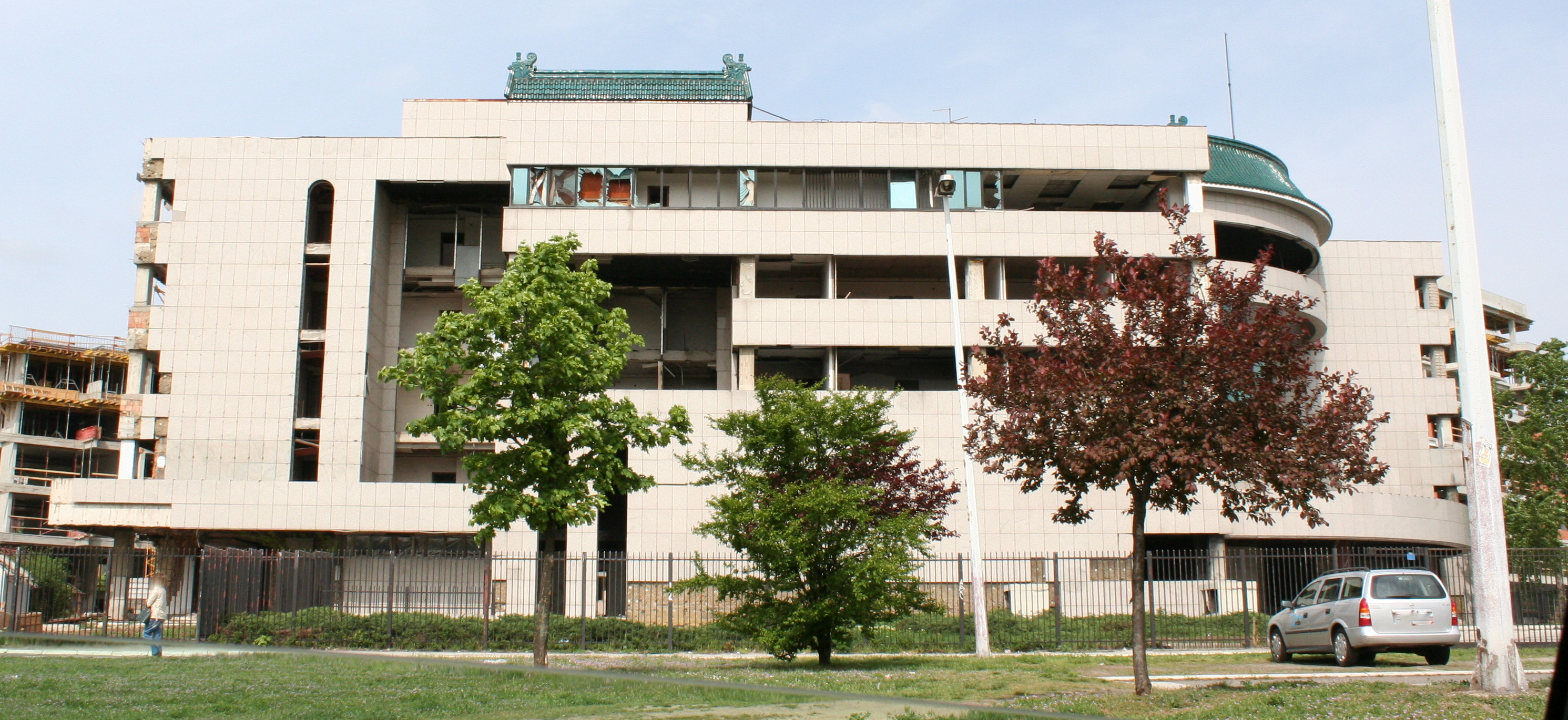
Đại sứ quán Trung Quốc tại Beograd bị Hoa Kỳ oanh tạc ngày 8 tháng 5 năm 1999 (ảnh năm 2009).

Năm 1996, Lã Nham Tùng được điều sang châu Âu, là phóng viên thường trú tại Nam Tư trong bối cảnh chiến tranh Nam Tư bước vào giai đoạn gia tăng xung đột sau chiến tranh giành độc lập Croatia (1991–95), chiến tranh Bosnia (1992–95). Năm 1999, chiến tranh Kosovo bùng nổ, ông là phóng viên chiến trường tại Nam Tư, đã thành công trong việc liên lạc và phỏng vấn độc quyền với Quân đội Giải phóng Kosovo – đối thủ và kẻ thù của Cộng hòa Liên bang Nam Tư trong hoàn cảnh Trung Quốc đang giữ quan hệ ngoại giao với Nam Tư. Giai đoạn tháng 3–6 năm 1999, xảy ra sự kiện NATO ném bom Nam Tư, ông và vợ đang cư trú tại Đại sứ quan Trung Quốc tại đây (địa điểm nay là Serbia). Ngày 8 tháng 5 cùng năm, sự kiện Hoa Kỳ oanh tạc đại sứ quán Trung Quốc tại Beograd, phóng viên Thiệu Vân Hoàn của Tân Hoa Xã, phóng viên Hứa Hạnh Hổ và vợ là Chu Dĩnh của Quang Minh nhật báo qua đời, Lã Nham Tùng cùng vợ trú ở đây đã thoát khỏi vụ nổ và sóng xung kích, sống sót và là phóng viên duy nhất còn lại của Trung Quốc tại đại sứ quán thời điểm này. Ông đã báo tin cho cựu phóng viên Nam Tư nhiệm kỳ trước của ông là Hồ Tích Tiến, giai đoạn đó là Phó Tổng biên tập Thời báo Hoàn Cầu, và tờ báo này báo cho Bộ Ngoại giao, ông được xem là người đầu tiên chuyển tin tức này về Trung Quốc.
Sau vụ việc này, Lã Nham Tùng với tư cách là phóng viên duy nhất trú tại Nam Tư đã ngay lập tức chụp ảnh hiện trường, viết tin và một số lượng lớn các báo cáo. Ông chấp nhận yêu cầu của Thời báo Hoàn Cầu, trả lời ấn phẩm "Tôi chứng kiến vụ đánh bom đại sứ quán Trung Quốc" (我亲历中国大使馆被炸) dài khoảng 10.000 từ. Ông cũng viết các bài như "Bi phẫn khóc thương ở nước ngoài" (异国恸哭诉悲愤), "Lời tạm biệt cuối cùng" (最后的诀别), báo cáo thực địa Nam Tư đăng trên Nhân Dân nhật báo. Ông nhận được sự tuyên dương của báo chí, Bộ Tuyên truyền Trung ương, có tên trong danh sách "Thập đại kiệt xuất thanh niên Trung Quốc" năm 1999 được tổ chức bởi Hội Liên hiệp Thanh niên kết hợp với báo chí, truyền thông. Ông tiếp tục làm việc tại Nam Tư cho đến khi trở về Trung Quốc vào năm 2000, được Tổng thống Nam Tư Slobodan Milošević tặng Huân chương Ngôi sao Nam Tư.

#### Trung Quốc – Nga
Sau khi trở về Trung Quốc, Lã Nham Tùng được bổ nhiệm làm Phó Tổ trưởng Tổ Á – Âu của Bộ Quốc tế thuộc Nhân Dân nhật báo, kiêm Trạm trưởng Trạm Ký giả Liêu Ninh, công vụ viên cấp phó cục ở tuổi 33. Sang 2001, ông tiếp tục sang Nga, là Trưởng Phóng viên Trung Quốc thường trú tại Nga rồi trở về năm 2005, nhậm chức Chủ nhiệm Biên tập Bộ Quốc tế của báo, biên tập cấp cao rồi Phó Chủ nhiệm, Chủ nhiệm Bộ Quốc tế từ 2008. Đến 2016, ông được thăng chức làm Phó Tổng biên tập Nhân Dân nhật báo cho đến 2019, tròn 30 năm công tác ở thời báo này bao gồm 10 năm là phóng viên thường trú tại các khu vực nhận được nhiều sự quan tâm trên thế giới như Liên Xô, Nga, Nam Tư.

### Chính trường
Tháng 6 năm 2019, Lã Nham Tùng được điều chuyển tới Sơn Tây, vào Ban Thường vụ Tỉnh ủy, nhậm chức Bộ trưởng Bộ Tuyên truyền Tỉnh ủy Sơn Tây từ ngày 25 tháng 6 trong đợt điều động công tác toàn bộ Tỉnh ủy. Ngày 2 tháng 12 năm 2021, ông được điều trở về trung ương, nhậm chức Phó Bộ trưởng Bộ Tuyên truyền Trung ương Đảng Cộng sản Trung Quốc. Đến ngày 7 tháng 6 năm 2022, ông được phân công là Phó Bí thư Đảng tổ, được bổ nhiệm làm Tổng biên tập Tân Hoa Xã, cấp bộ trưởng.

## Giải thưởng
Trong sự nghiệp của mình, Lã Nham Tùng được trao nhiều giải thưởng trong và ngoài nước, trong đó có:
- Giải thưởng Công tác gia tân văn ưu tú (优秀新闻工作者) của Bộ Tuyên truyền;
- Giải thưởng Thập đại kiệt xuất thanh niên Trung Quốc, 1999;
- Giải thưởng Thao Phấn Trường Giang (长江韬奋奖) lần thứ 4, 1999;
- Huân chương Nam Tư, 1999;